# بانک ووری
بانک ووری (انگلیسی: Woori Bank) شرکت خدمات مالی و بانکداری کره‌ای است، که به‌عنوان دومین بانک بزرگ در کره جنوبی شناخته می‌شود. اکثریت سهام این بانک در اختیار گروه مالی ووری است.
ریشه‌های تأسیس بانک ووری به سال ۱۸۹۹ و راه‌اندازی بانک دائان چیون-ایل بازمی‌گردد. شعبه مرکزی این بانک در شهر سئول، کره جنوبی قرار دارد و بخشی از سهام آن در بازار بورس نیویورک و بورس کره دادوستد می‌شود.